# Dorís
Dorís (grec antic: Δόρυσσος, Dóryssos) va ser un antic rei d'Esparta.
Pausànias l'identifica com a fill de Labotes, també rei d'Esparta, i pare d'Agesilau I. Va morir en una batalla a la guerra entre Esparta i Argos.